# Tyczinino (osiedle przy stacji)
Tyczinino, Stancyja Tyczinino (ros. Тычинино, Станция Тычинино) – miejscowość (osiedle przy stacji) w zachodniej Rosji, w osiedlu wiejskim Prigorskoje rejonu smoleńskiego w obwodzie smoleńskim.

## Geografia
Miejscowość położona jest nad rzeką Nagać, 0,1 km od stacji kolejowej (Tyczinino), 5,5 km od drogi federalnej R120 (Orzeł – Briańsk – Smoleńsk – Witebsk), 24 km od drogi magistralnej M1 «Białoruś», 6 km od centrum administracyjnego osiedla wiejskiego (Prigorskoje).
W granicach miejscowości znajdują się ulice: Wokzalnaja, Zielonaja.

## Demografia
W 2010 r. miejscowość zamieszkiwało 36 osób.